# Kazincbarcika
Kazincbarcika é uma cidade da Hungria, situada no condado de Borsod-Abaúj-Zemplén. Tem 36,64 km² de área e sua população em 2019 foi estimada em 26.337 habitantes.